# Indotritia didyma
Indotritia didyma är en kvalsterart som beskrevs av Wojciech Niedbała 2006. Indotritia didyma ingår i släktet Indotritia och familjen Oribotritiidae. Inga underarter finns listade i Catalogue of Life.